# ブレーマーフェルデ
ブレーマーフェルデまたはブレーマーフェールデ（ドイツ語: Bremervörde, ドイツ語発音: [breːmɐˈføːɐ̯də]、低地ドイツ語: Bremervöör）は、ドイツ連邦共和国ニーダーザクセン州のローテンブルク（ヴュンメ）郡に属す市である。同郡北部に位置し、州内では保養地として知られる。

## 地理

### 位置
ブレーマーフェルデは、ブレーメン、ブレーマーハーフェン、ハンブルクの都市トライアングル内の、エルベ＝ヴェーザー・デルタ中央、オステ川沿いに位置する。市域内の最高地点は、39mの「エルマー・ベルク」である。

### 自治体の構成
ブレーマーフェルデ市には、旧市域の他に、ベーフェルン、エルム、ヘーゼドルフ、ヘーナウ＝リンドルフ、ニーダー・オホテンハウゼン、イゼラースハイム、メーエドルフ、ミンシュテット、オステンドルフ、プレニエスハウゼン、シュプレッケンスといった集落が含まれる。

### 近隣都市
| クックスハーフェン (67km)                               | オッテルンドルフ (50km)                              | シュターデ (28km)                         |
| ブレーマーハーフェン (49km)                             |                                                      | ブクステフーデ (44km) ハンブルク (76km)   |
| オスターホルツ＝シャルムベック (43km) ブレーメン (63km) | ツェーフェン (24km) ローテンブルク (ヴュンメ) (50km) | ジッテンゼン (40km) トーシュテット (56km) |

## 歴史

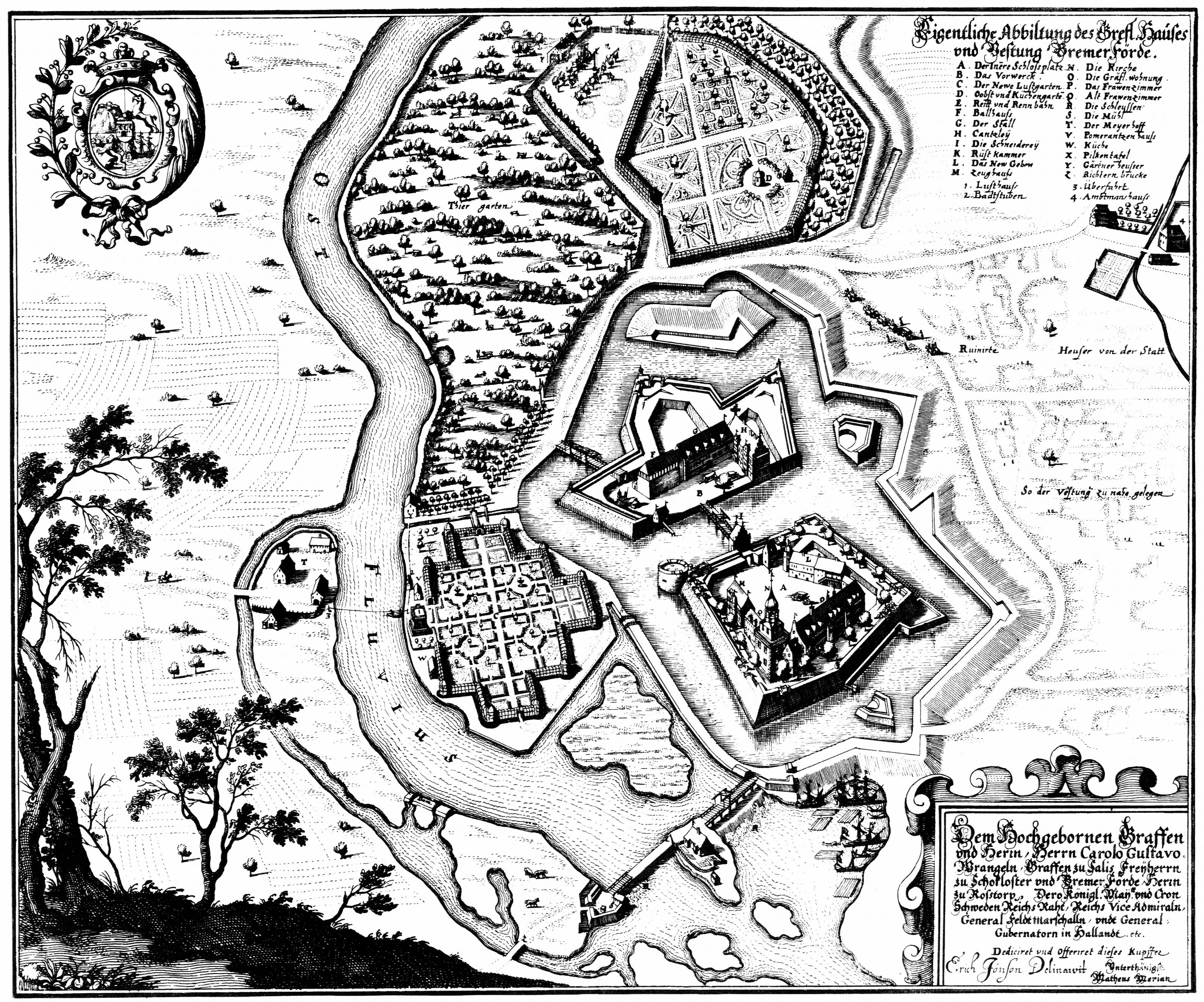
マテウス・メリアン作の1653年のブレーマーフェルデ

12世紀初め、ザクセン公ロタール・フォン・ズップリンゲンブルク（後の皇帝ロタール3世）はオステ川を渡る戦略上重要な徒渉地に城砦を建設し、「castrum vorde」（フェルデ城）と名付けた。フェルデ城は、その規模と、エルベ川とヴェーザー川とを結ぶ地理的重要性から、その後何世紀もの間幾度も激しい戦闘の場となった。シュターデ伯の遺領を巡る戦いで、この城砦は1144年にハインリヒ獅子公とその息子が獲得したのだが、1219年にはブレーメン大司教の所有となった。フェルデ城は、この聖界領主の所領の真ん中に位置したことから、すぐにブレーメン大司教領の主城となり、中世後期にはブレーマーフェルデ代官所あるいは地方行政府のみならず、大司教領全体の行政中心となった。多くのブレーメン大司教が大司教領の俗界・聖界代表者としてブレーマーフェルデで執務した。大司教は度重なる市参事会や商人らとの軋轢からブレーメンには滅多に滞在しなかったのである。

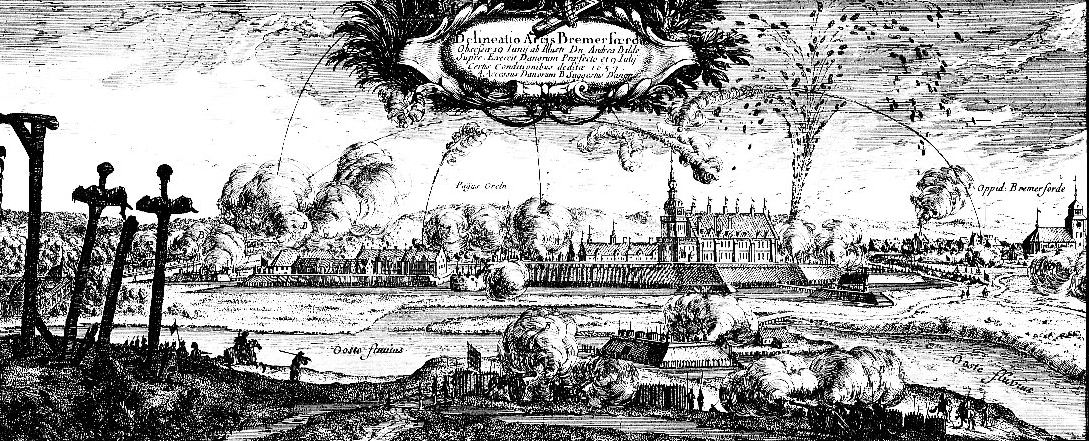
1657年のデンマーク軍による包囲戦

三十年戦争の進行に伴って、1627年や1646年には、皇帝軍、デンマーク軍、スウェーデン軍が何度も宿営した。これにより都市は大部分が破壊され、新たに創設されたブレーメン＝フェルデン侯領の首都はスウェーデンによってシュターデに移された。さらにリヴォニア戦争の際、1657年にこの都市は包囲戦にさらされた。1682年にフェルデ城は最終的に放棄され、建物は取り壊された。ただ1608年頃に建造されたブレーメン＝フェルデン大司教の執務官だけは現在「アルテ・クライスハウス」（旧郡役場）として保存されている。解体された建物は、シュターデのスウェーデン倉庫の建設資材として利用された。
スコーネ戦争では1675年から1676年にスウェーデンのブレーメン＝フェルデン出兵は神聖ローマ帝国諸侯軍とデンマーク軍によって敗退させられた。この街は敵軍によって征服され、1679年の終戦までその状態にあった。1679年のサン＝ジェルマン条約により、ブレーマーフェルデは再びスウェーデン領となった。
19世紀から20世紀初め、ブレーマーフェルデ港はオステ川航行の終点であり、トイフェルスモーアからの泥炭や灌木の積み替え地となっていた。20世紀の陸上交通の発展によって、こうした水運は、その意義をほぼ完全に喪失した。1977年にブレーマーフェルデ郡が廃止されるまで、この街は同郡の郡庁所在地であった。

## 行政

### 議会
ブレーマーフェルデの市議会は33議席からなる。

### 市長
ブレーマーフェルデ市長はミヒャエル・ハネバッハー (無所属) である。

### 紋章
赤地に、光輪をまとった聖リボリウスの銀の肖像。右手に銀の鍵、左手に開いた本を持っている。

### 姉妹都市
- Krosno Odrzańskie（ポーランド、ルブシュ県）
- バート（ドイツ、メクレンブルク＝フォアポンメルン州）

## 文化と見所

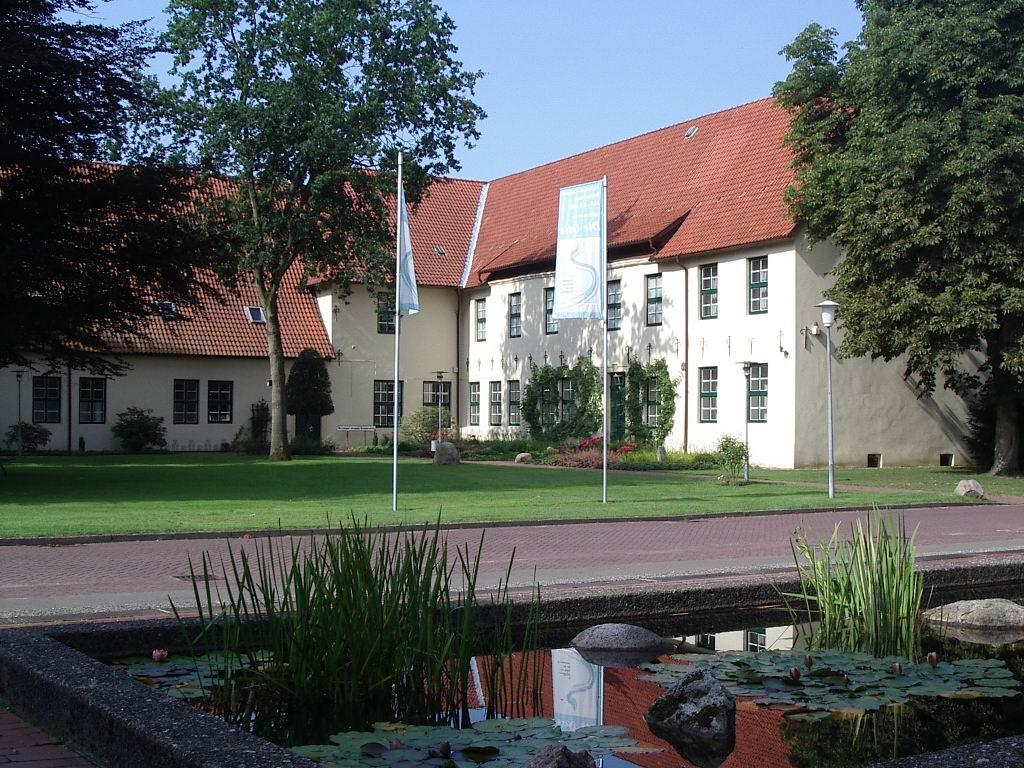
旧郡役場

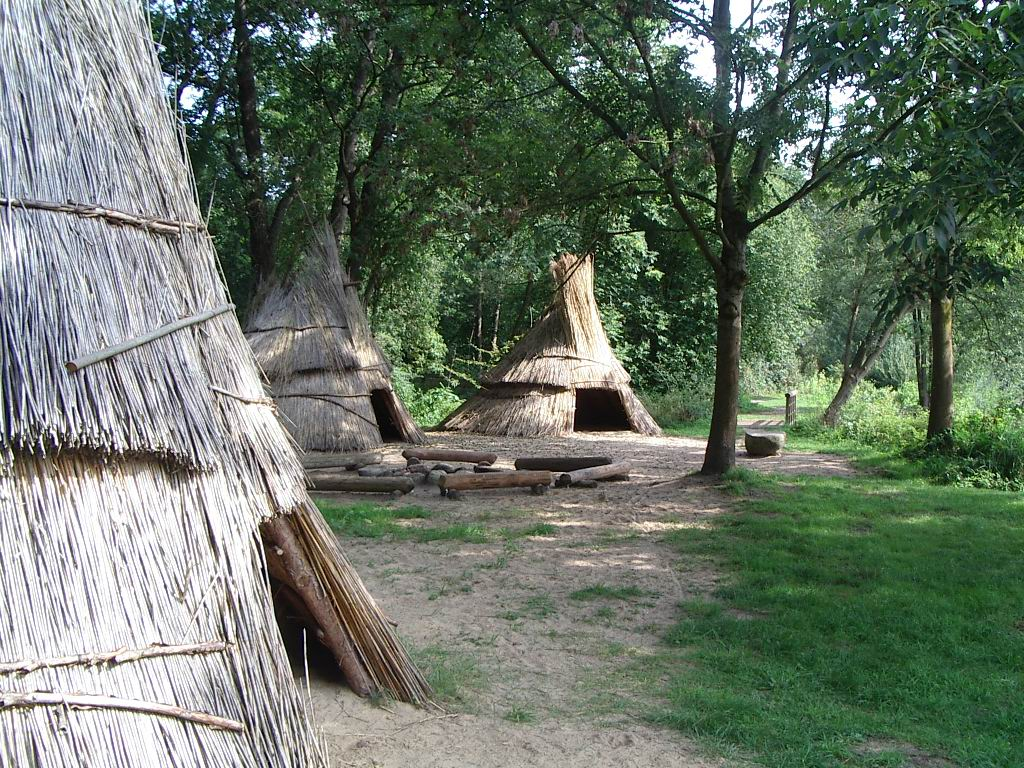
復元された石器時代の村

### 博物館
この街に現存する最古の建物である旧郡役場にはバッハマン博物館がある。旧フェルデ城跡地に郡役場が新設された後、初め郡立博物館となり、1991年までは郡立文書館としても利用された。現在の博物館はこの地方の地学、考古学、歴史を主に展示している。この他にテーマを決めての入れ替え展示やガイドツアー、連続講演会が開催されている。博物館から徒歩数分の湖の堤防沿いに石器時代中期の集落が復元されている。
フォアヴェルク通りには、旧西プロイセンのシュトゥーム郡博物館がある。

### スポーツ
この街のスポーツでは、TSVブレーマーフェルデのハンドボール部門が全国的に知られている。2008/09年シーズンにはブンデスリーガ2部（北部）でプレイする男子チームはテティウス・テューゲル通りの体育館をホームとしている。この体育館はブンデスリーガ2部（北部）のホーム中最小のものである。

### 観光
ブレーマーフェルデは、ドイツ・フェリー街道の起点/終点である。フェルダー湖は人気の水浴地であるが、ボート遊びにも利用される。ブレーマーフェルデは、モーアエクスプレスの停車駅である。モーアエクスプレスはブレーメンからヴォルプスヴェーデやブレーマーフェルデを経てシュターデに至る歴史的な鉄道路線である。また、夏の週末にだけ定期的に行われる自転車ツアーに参加することもできる。

## 経済と社会資本

### 経済
ブレーマーフェルデには、様々な分野の中規模企業が約150社ある。最大の雇用主は、食肉加工・インスタント食品製造の GETI WILBA GmbH & Co. KG、病院用ベッドシステム (Lattoflex) 製造の Thomas GmbH & Co. KG、印刷会社 Oste-Druck、扉や窓の生産者 H. Buck GmbH である。

### 交通
ブレーマーフェルデは、鉄道 ブレーマーハーフェン - ブレーマーフェルデ - ハンブルク線（ブレーマーハーフェン - ブクステフーデ区間）とブレーメン - オスターホルツ＝シャルムベック - ヴォルプスヴェーデ - ブレーマーフェルデ - シュターデ線（モーアエクスプレス）との交差ポイントである。後者は、最近まで土曜日と日曜日に観光用の列車が運行されるだけであった。この路線の定期旅客運行を復活させようという活動は、観光連盟、環境連盟や沿線市町村が随分前から推進していた。2007年12月の時刻表改訂以後、メトロノーム鉄道会社による定期運行が再開された。また、ツェーフェンを経てローテンブルク (ヴュンメ)に至る貨物路線が分岐している。
ブレーマーフェルデは、連邦道B74号線（シュターデ - ブレーメン）、B71（ブレーマーハーフェン - ローテンブルク (ヴュンメ)）、B495号線（ブレーマーフェルデ - ヴィシュハーフェン/グリュックシュタット＝ヴィシュハーフェン・エルベ川フェリー）によって遠距離道路網と接続している。計画中のアウトバーンA22号線はブレーマーフェルデの北西を通過する予定である。

### 教育
ブレーマーフェルデには以下の上級学校がある。
- ギムナジウム・ブレーマーフェルデ
- ヨハン・ハインリヒ・フォン・テューネン・シューレ — ブレーマーフェルデ職業教育学校
- フィンドルフ実科学校ブレーマーフェルデ

成人教育機関としては、エルベ＝ヴェーザー・アカデミーが利用される。

## 人物

### 出身者
- ドロテア・ブラント（1984年 - ）女子水泳選手。
- クラウス・トムフォルデ（1962年 - ）サッカー選手・指導者（ゴールキーパー）。SCブレーマーフェルデのジュニアチームに所属した。
- ブライアン・ベーレント（1991年 - ）サッカー選手。

### ゆかりの人物
- ハインリヒ・フォン・ザクセン＝ラウエンブルク（1550年 - 1585年）ハンブルク＝ブレーメン大司教、オスナブリュック司教、パーダーボルン司教
- ヨアヒム・ブルファイント（1892年 - 1982年）政治家。ブレーマーフェルデで亡くなった。
- ベルント・クリングナー（1940年 - ）ライフル射撃選手。メキシコ・オリンピック優勝者

## 引用
1. ↑  Landesamt für Statistik Niedersachsen, LSN-Online Regionaldatenbank, Tabelle A100001G: Fortschreibung des Bevölkerungsstandes, Stand 31. Dezember 2023
2. ↑  Max Mangold, ed (2005). Duden, Aussprachewörterbuch (6 ed.). Dudenverl. p. 217. ISBN 978-3-411-04066-7